# Wolf-Dietrich Damerow
Wolf-Dietrich Damerow (28 de Maio de 1919 - 21 de Maio de 1944) foi um comandante de U-Boot que serviu na Kriegsmarine durante a Segunda Guerra Mundial.